# Dusona woodi
Dusona woodi là một loài tò vò trong họ Ichneumonidae.